# Глубокий Полуй
Глубокий Полуй — река в России, протекает по Приуральскому району Ямало-Ненецкого АО. Слиянием с рекой Сухой Полуй образует реку Полуй в 369 км от устья, являясь её левой составляющей. Длина — 266 км, площадь водосборного бассейна — 4440 км².

## Притоки
- 5 км: Сумтынгъёган (лв)
- 26 км: Холлапытъёган (лв)
- 56 км: Хувсотаёган (пр)
- 65 км: Нарты-Егор-Ёль (пр)
- 98 км: Малая Харвута (лв)
- 116 км: Большая Харвута (лв)
- 132 км: Кедровая (пр)
- 145 км: Вонтынгъёган (лв)
- 177 км: Шишамъёган (лв)
- 202 км: Большой Харъёган (лв)
- 212 км: Хулвельтыёган (лв)
- 237 км: Войёган (лв)

## Данные водного реестра
По данным государственного водного реестра России относится к Нижнеобскому бассейновому округу, водохозяйственный участок реки — Обь от впадения реки Северная Сосьва до города Салехард, речной подбассейн реки — бассейны притоков Оби ниже впадения Северной Сосьвы. Речной бассейн реки — (Нижняя) Обь от впадения Иртыша.
Код объекта в государственном водном реестре — 15020300112115300032330.